# Arcer - Țibleș Bran
Arcer - Țibleș Bran és una àrea protegida d'interès nacional que correspon a la categoria IV (reserva natural, tipus mixt), situada al comtat de Maramureș, al territori administratiu dels municipis Dragomirești i Groșii Țibleșului i Suciu de Sus.

## Ubicació
L'espai natural es troba a les muntanyes de Țibleș (grup muntanyós dels Carpats de Maramureș i Bucovina, pertanyent a la serralada dels Carpats Orientals), a l'extrem sud-est del comtat de Maramureș al límit de contacte amb el comtat de Bistrița-Năsăud, a la una altitud entre 1400 i 1840 m, aconseguida al pic Bran (Țibleș).

## Descripció
El parc natural declarat espai protegit per la Llei núm. 5 de 6 de març de 2000 publicat al Butlletí Oficial de Romania núm. 152 de 12 d'abril de 2000 (sobre l'aprovació del pla nacional d'ordenació del territori - Secció III - àrees protegides) cobreix una superfície de 150 hectàrees i se superposa al lloc Natura 2000 - Valea Izei i Dealul Solovan.
L'espai natural és un espai muntanyós (a les muntanyes de Țibleș, entre el pic Arcer - 1.829 m i el pic Bran - 1.840 m), d'importància geològica, florística i paisatgística, cobert de boscos de coníferes i prats.

## Flora
La reserva de flora està formada per una diversa gamma de flora espontània (arbres, arbustos, herbes i flors), incloent-hi espècies endèmiques o protegides en l'àmbit europeu per la Directiva 92/43/CE de la CE, de 21 de maig de 1992 (sobre la conservació dels hàbitats naturals i de la fauna i flora silvestres)

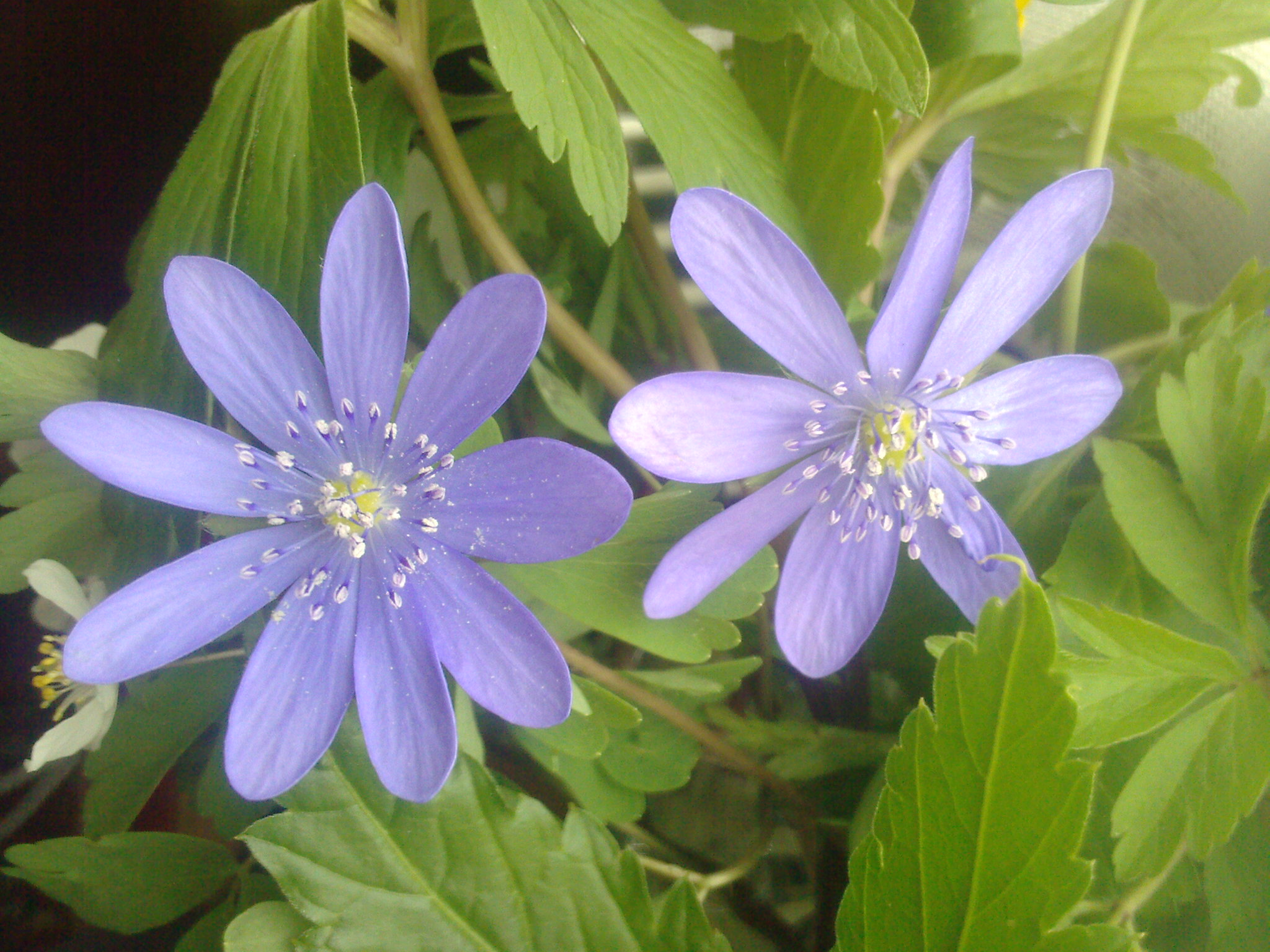
Creu dels poderosos (Hepatica transsilvanica)

La vegetació forestal està formada per arbres i arbustos amb espècies de: avet (Picea abies), faig (Fagus sylvatica), roure (Quercus petraea), roure (Quercus robur), carpe (Carpinus betulus), fals plàtan (Acer pseudoplatanus), til·ler (Tilia cordata), freixe (Fraxinus excelsior), jutjoll (Acer campestre), bedoll (Betula pendula), castanyer bord (Aesculus hippocastanum), om (Ulmus glabra), erable (Acer platanoides), cirerer (Prunus avium), trèmol (Populus) tremula), vern (Alnus viridis), vern (Alnus glutinosa) i salze (Salix alba), salze căprească (cabra de, lledoner (Crataegus monogyna), xoc negre (Sambucus nigra), banya (Cornus mas), avellaner (Corylus avellana), móra (Rubus fruticosus), gerd (Rubus idaeus), rosa mosqueta (Rosa canina), nabiu (Vaccinum myrtillus L.).
A la zona de la reserva hi ha diverses rareses florístiques; alguns dels quals estan protegits a nivell europeu per la Directiva CE 92/43/CE (Annex Ia) de 21 de maig de 1992 (sobre la conservació dels hàbitats naturals i de la fauna i flora silvestres); espècies: campana (Campanula alpina), angèlica (Angelica archangelica), hepàtiques (Liver transsilvanica), Gentiana lutea (Gentiana lutea), muntanya bombolla (Trolius europaeus), rovell (Crepis jacquinii), lotus (Lysimachia nemorum), aleta groga (Lysimachia) punctata), llengua de cucut (Botrichium lunaria), herba (Sedum sexangulare), pala (Lunaria rediviva), saxífraga (Saxifraga carpatica), pulmonaria (Pulmonaria officinalis), cuca (Scorzonera) rosea), Colchicum autumnale (Colchicum autumnale), pasta (Anemone nemerosa), frag (Fragaria vesca), margarida (Leucanthemum vulgare), plata de civada alta (Trisetum flavescens), mantell de dama (Alchemilla vulgaris), campanilla (Galanthus nivalis)), becallà (Leucojum vernum), bec de cucut (Primula vernis), cua de ratolí (Achillea millefolium), centaure (Centaurium umbellatum), all bord (Allium ursinum), cua de cavall (Equisetum arvense).

## Vies d'accés
- Carretera nacional DN1C a la ruta Cluj Napoca - Dej - Cășeiu. Des de Cășeiu, introduïu DN18B per la ruta Băsești - Rohia - Târgu Lăpuș, des d'on continueu la ruta a la dreta, per la carretera comarcal (DJ109F) en direcció a Rogoz - Suciu de Jos - Suciu de Sus - Groșii Țibleșului.

## Atraccions turístiques
Als voltants de la reserva natural hi ha diversos objectius d'interès turístic (llocs de culte, monuments històrics, espais protegits, espais naturals), com segueix:

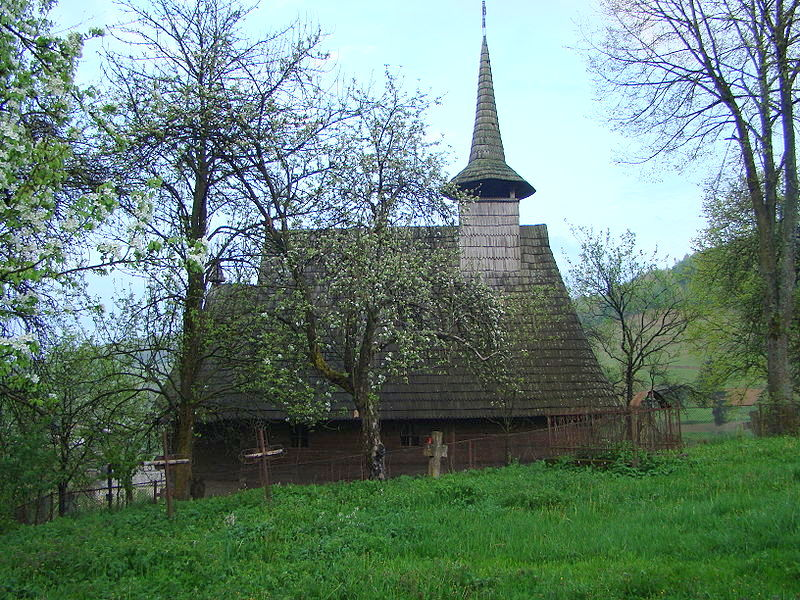
L'església de fusta " Sant Dumitru " de Larga

- Església de fusta de Larga dedicada a "Sant Dumitru", construïda l'any 1771, monument històric
- El monestir de monjos de Dragomirești
- El Museu de la pagesia romanesa a la ciutat de Dragomirești
- Reserva natural de la cova del turó de Solovan
- Zona turística "Valea Izei".